# Дур-Шаррукін

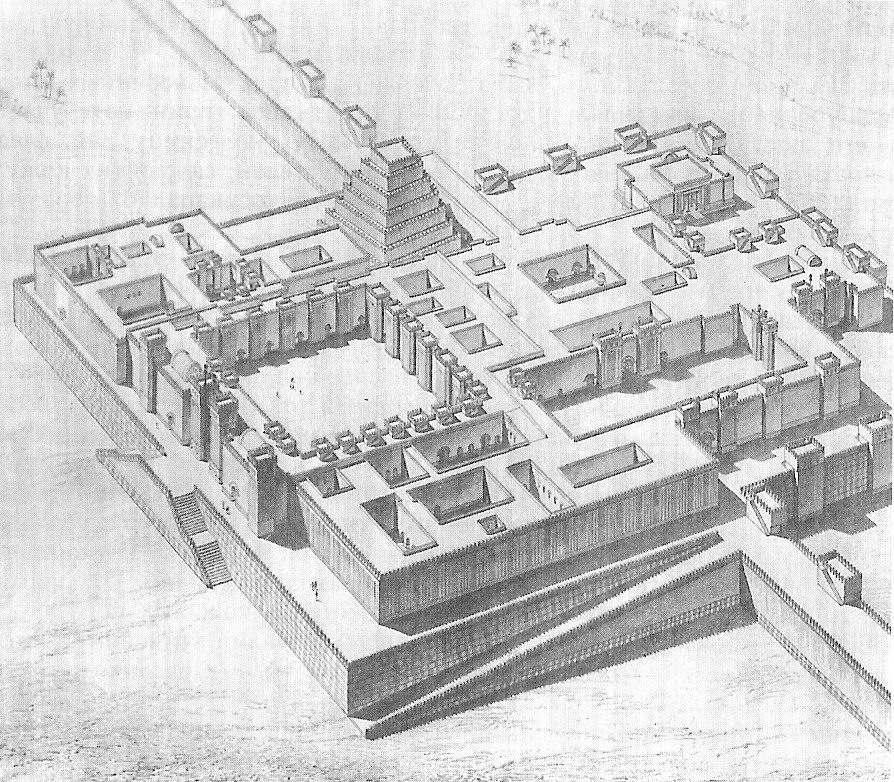
Реконструкція цитаделі з палацом Саргона II

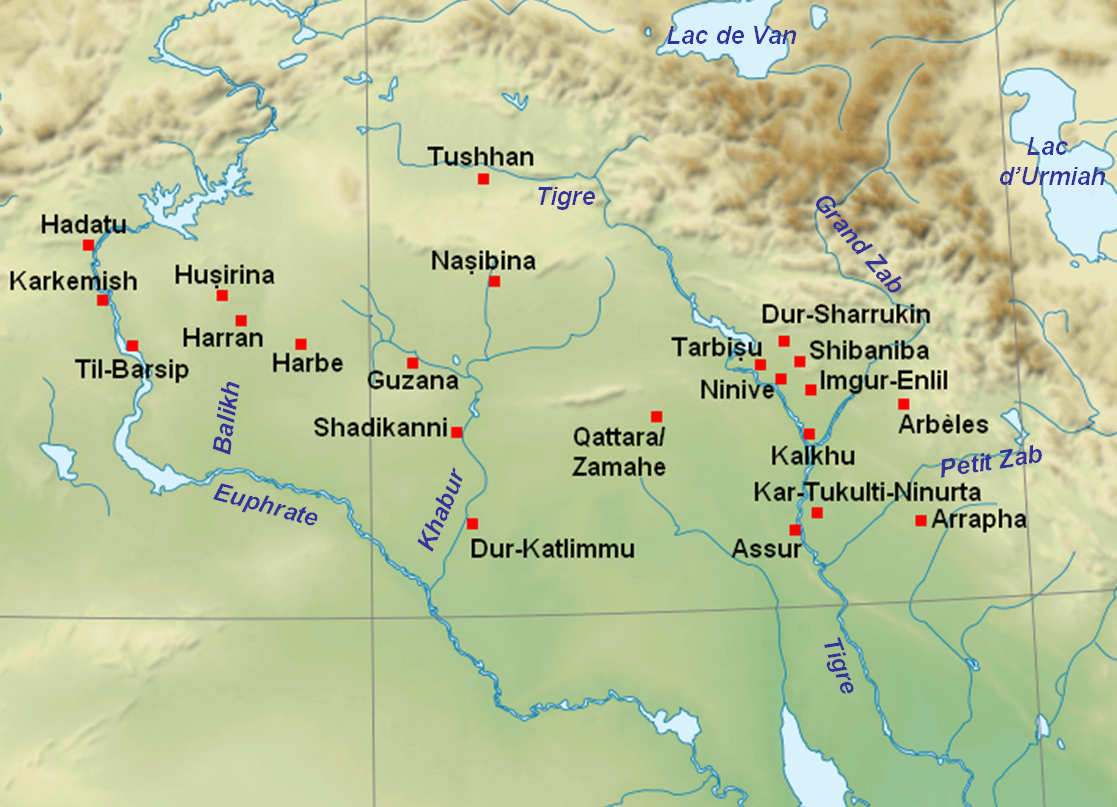
Ассирійські міста того часу

Дур-Шаррукін (аккад. Фортеця Саргона) — столиця Ассирії в останні роки правління Саргона II. Місто будувалося за його проєктом в період з 713 по 707 роки до н. е. Однак внаслідок раптової загибелі царя в битві будівництво було припинено, і столиця була перенесена в Ніневію. В кінці VII століття до н. е. місто було зруйноване військами Мідії. Нині тут розташоване поселення Хорсабад (північ сучасного Іраку), де досі проживають ассирійці.

## Історія
Саргон II був царем Ассирії в 722–705 до н. е. У 717 до н. е. він наказує розпочати будівництво нової резиденції для нього в місці злиття річок Тигр і Великий Заб. В ассирійських записах того часу вказано, що матеріали, такі як деревина, а також робоча сила були залучені з далекої Фінікії. В околицях міста були посаджені сади оливкового дерева з метою збільшення виробництва олії. До 706 до н. е. будівельні роботи припинилися. У наступному році Саргон помер в бою. Його син Сінаххеріб відмовився від ідеї продовжити будівництво і переніс столицю назад в Ніневію. Після падіння Ассирійської імперії недобудоване місто було зруйноване.

## План міста
Дур-Шаррукин був прямокутного планування зі сторонами в 1760 і 1635 метрів, площею в 3 км² або 700 акрів. Протяжність стін дорівнювала 16 280 одиницям ассирійської міри довжини, що відповідало числовому значенню імені Саргон. Масивні стіни міста охоронялися 157 сторожовими вежами. Всередину міста вели сім воріт з різних кінців. У центрі знаходився царський палац, поруч — храми, присвячені таким богам, як Набу, Шамаш, Сін, і більш дрібні — Ададу, Нінгалу, Нінурта. Також був зикурат заввишки 42 метри, місто прикрашали рельєфні стіни і різні скульптури. Зокрема ворота «вартували» крилаті бики шеду, вага яких доходить до 40 тонн. До міста прилягали царський мисливський парк і сад. Зі збереженого листування відомо, що сюди були доставлені тисячі молодих фруктових дерев, айви, мигдалю, яблуні і мушмули.

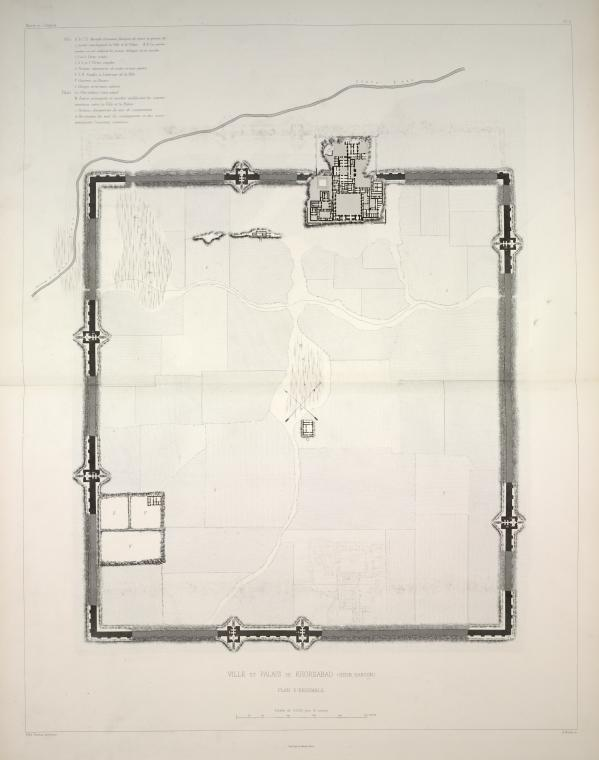
План палацу
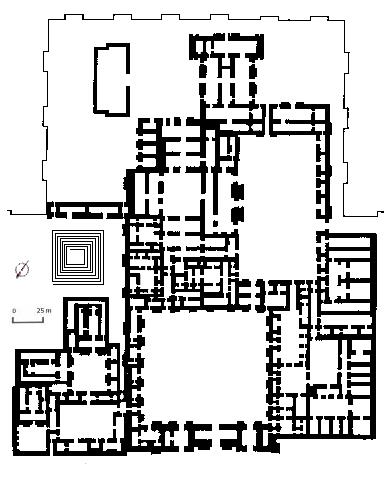
План міста

## Розкопки
Вперше про це місце згадує французький генконсул в Мосулі Поль-Еміль Ботта в 1842 році. Він вважав, що тут розміщувалася біблійна Ніневія. Розкопки під його керівництвом проводилися в 1842 — 1844 роках. Віктор Плейс продовжив археологічні дослідження в 1852 — 1855 роках.
Значна частина знахідок французів була втрачена внаслідок двох інцидентів при транспортуванні рікою. В 1853 році Плейс спробував перевезти дві 30-тонні статуї та інші матеріали в Париж, однак пірати напали на експедицію і затопили транспортні судна. В 1855 році Плейс і Опперт спробували перевезти понад 200 ящиків із знахідками з Дур-Шаррукін і Німруда, але вся ця колекція була загублена. Те, що вдалося доставити в Париж, нині зберігається в залах Лувра.
У 1928–1935 в Хорсабаді проводили розкопки американські археологи з сходознавчих інституту Чикаго. За тронним залом ними був виявлений великий шеду вагою 40 тонн. Статуя з великими труднощами була доставлена в Чикаго. Наступні розкопки проходили в палаці і храмовому комплексі.

У 1957 до дослідження міста взялися археологи Іракського Департаменту Античності під керівництвом Фуада Сафара. Ними був виявлений храм Сібітті.
За повідомленнями місцевих жителів, 8 березня 2015 бойовики «ісламської держави Іраку і Леванту» частково розграбували, частково знищили руїни міста.

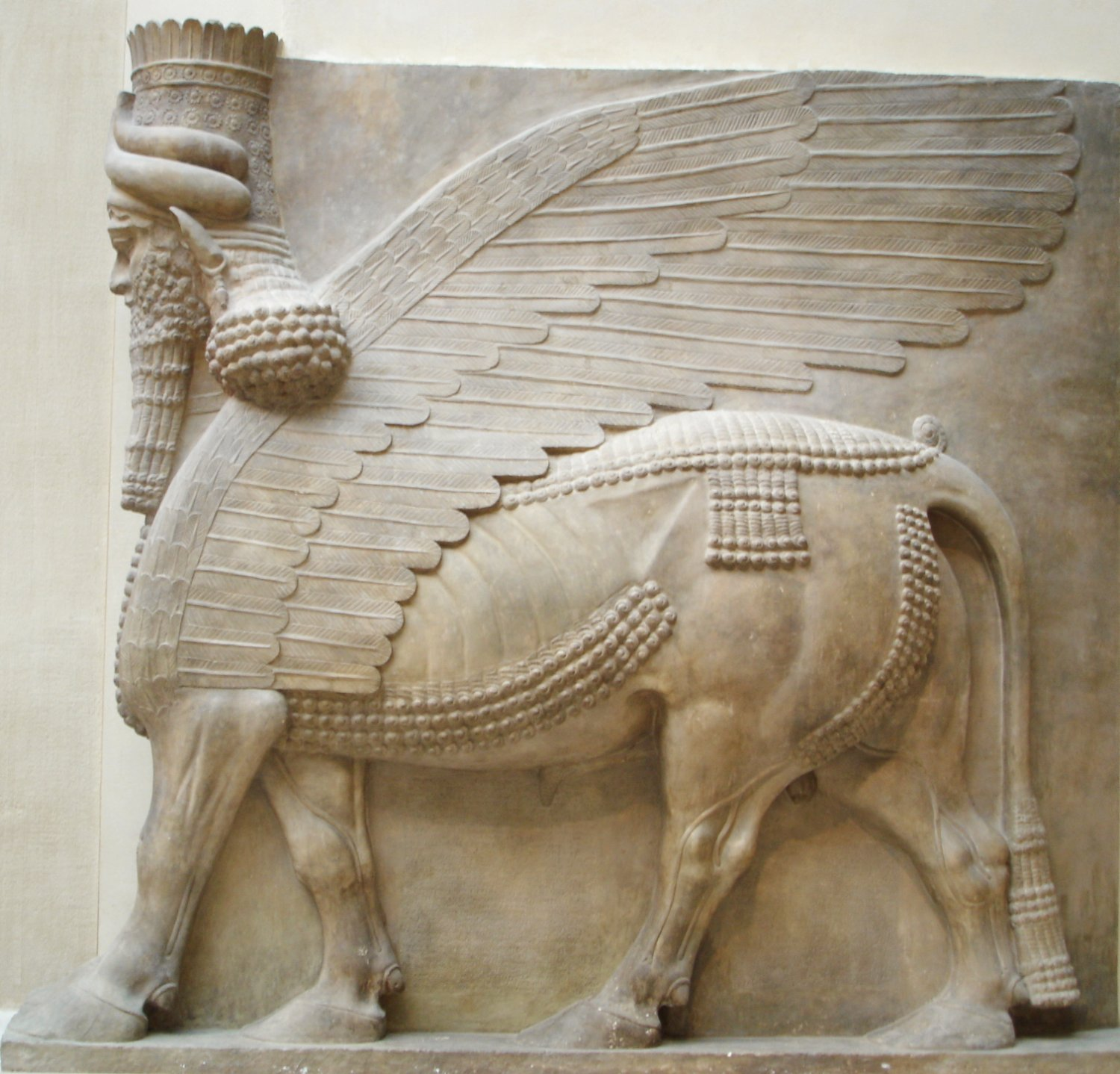
Крилатий бик з людською головою, знайдений при розкопках, Лувр
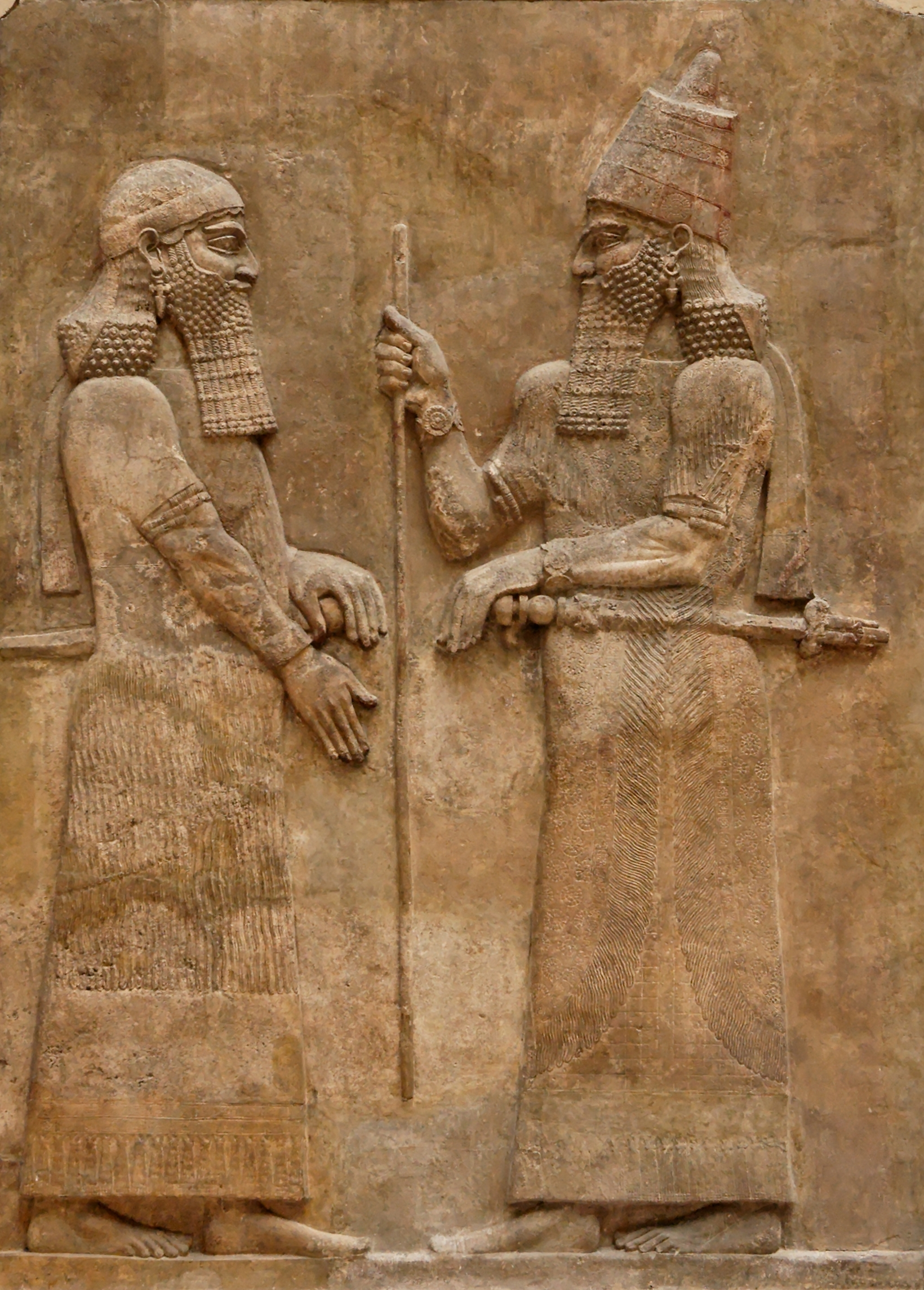
Саргон II з вельможею
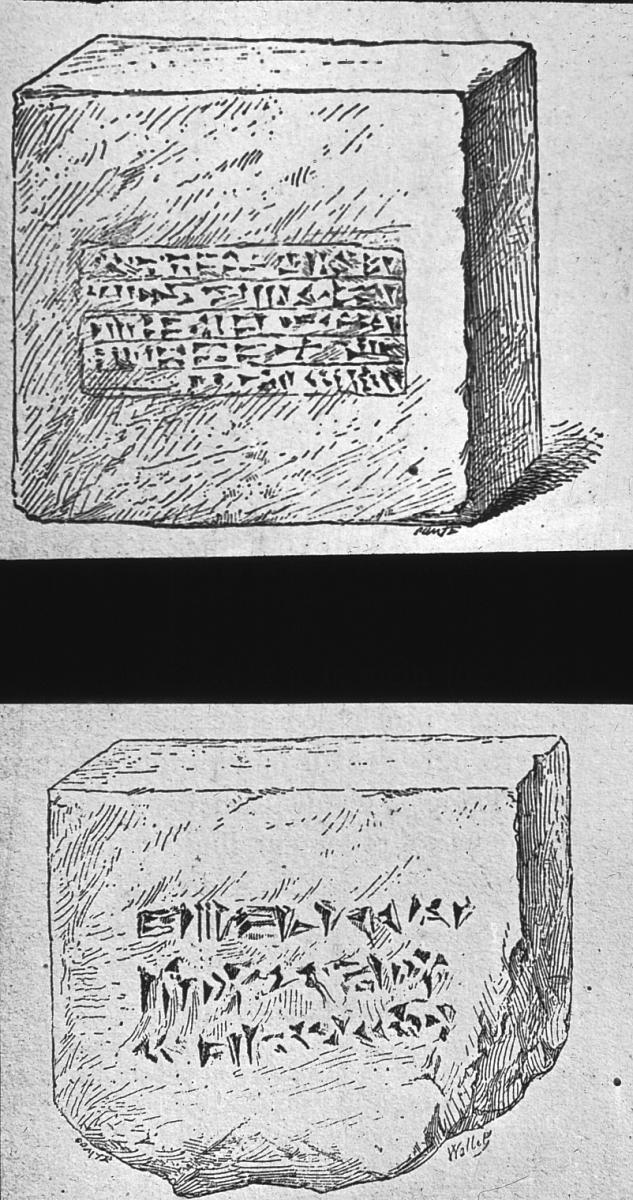